# Platymya antennata
Platymya antennata är en tvåvingeart som först beskrevs av Brauer och Julius Edler von Bergenstamm 1891.  Platymya antennata ingår i släktet Platymya och familjen parasitflugor. Inga underarter finns listade i Catalogue of Life.